# Ixcapuzalco, Pedro Ascencio Alquisiras
Ixcapuzalco är en ort i Mexiko.   Den ligger i kommunen Pedro Ascencio Alquisiras och delstaten Guerrero, i den södra delen av landet, 130 km sydväst om huvudstaden Mexico City. Ixcapuzalco ligger 1 770 meter över havet och antalet invånare är 711.
Terrängen runt Ixcapuzalco är lite bergig. Runt Ixcapuzalco är det ganska glesbefolkat, med 26 invånare per kvadratkilometer. Närmaste större samhälle är Teloloapan, 16,2 km söder om Ixcapuzalco. I omgivningarna runt Ixcapuzalco växer huvudsakligen savannskog.